# Крокер, Джон Уилсон
Джон Уилсон Крокер (англ. John Wilson Croker; 20 декабря 1780, Голуэй — 10 августа 1857) — английский политический деятель и литератор.
Сын Джона Крокера, генерального контролёра Ирландии по налогам. Окончил дублинский Тринити Колледж как юрист. Практиковал как адвокат, был известен несколькими яркими речами. В 1817—1832 годах член парламента, где примыкал к тори.

## Биография
Начиная с 1804 года опубликовал анонимно ряд стихотворных сатир: «Приятельские послания к Дж. Ф. Джонсу, эсквайру, о состоянии ирландской сцены» (англ. Familiar Epistles to J. F. Jones, Esquire, on the State of the Irish Stage, о положении в дублинских театрах), «Перехваченное письмо из Кантона» (англ. Intercepted Letter from Canton; 1805, о дублинском высшем свете) и др. Активно печатался в журнале Quarterly Review со времени его основания в 1809 году. Среди опубликованных Крокером статей была в том числе и вызвавшая большой резонанс разгромная рецензия на «Эндимиона» Джона Китса, по поводу которой в литературной полемике того времени принято было говорить, что она свела Китса в могилу (впрочем, авторство Крокера не было тогда раскрыто). В 1831 году подготовил новое издание «Жизни Босуэлла» Сэмюэла Джонсона. Среди других сочинений Крокера — «Рассказы для детей из истории Англии» (англ. Stories for Children from the History of England; 1817). Дневники и письма Крокера изданы в трёх томах в 1887 году.

## Память
В честь Крокера назван залив в районе Кикиктани.